# Àugur
Un àugur era un sacerdot especial romà encarregat d'interpretar el vol o les vísceres de les aus abans de cada activitat pública. La paraula llatina augur és d'etimologia incerta. A Roma, aquests endevins feien els auguris que interpretaven el vol de les aus i altres signes considerats com a signes enviats pels déus, cosa que els permetia endarrerir certs actes si declaraven que els auspicis no n'eren favorables, i fins i tot podien aconseguir l'anul·lació de votacions, la qual cosa els feia molt influents.

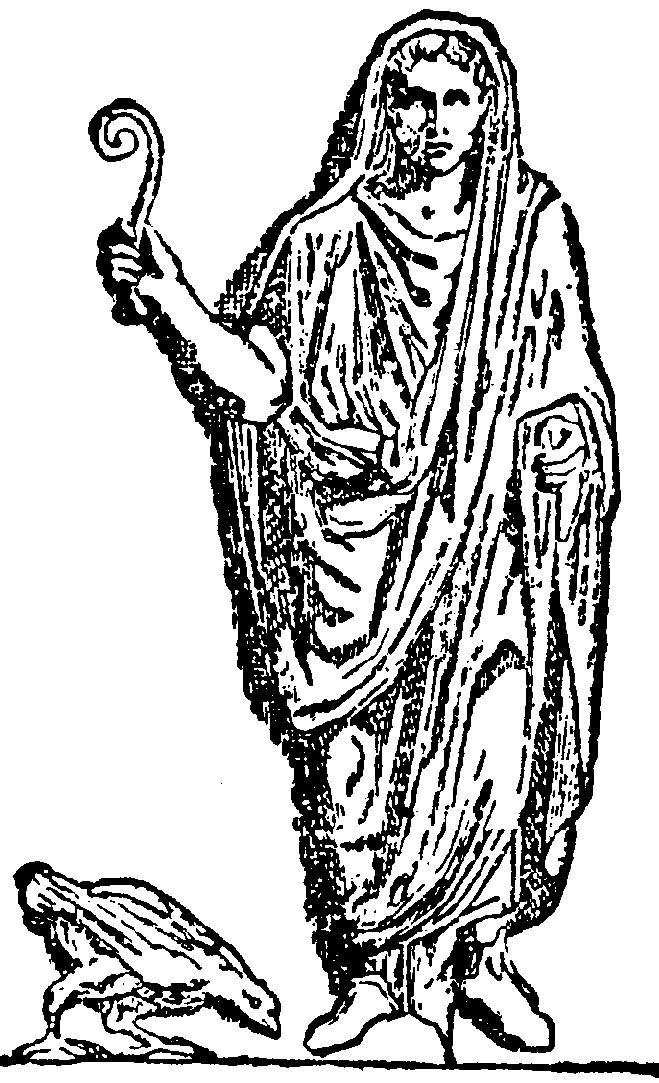
Representació d'un àugur amb el lituus i una au

Segons la llegenda, Ròmul va establir el col·legi romà d'àugurs. Un àugur posseïa els coneixements necessaris per a interpretar els auspicis i fer l'auguri.
El col·legi (collegium) originari, el van formar tres patricis, un dels quals era el rei de Roma, i ja durant la monarquia el nombre se'n va doblar. Amb la república es va mantenir dos segles estable, però cap a l'any 300 aC va ser elevat a nou (4 patricis i 5 plebeus). Sul·la els va augmentar a 15 i Juli Cèsar a 16, nombre que es va mantenir sense canvis durant l'imperi. Van existir fins al final del segle iv.
Per a ser àugur calia ser una persona notable i de mèrit. L'exercici era vitalici i les vacants es cobrien per cooptació. A partir del 104 aC el càrrec l'elegien els comicis tribunats, però entre persones prèviament designades, i el més vell dels àugurs n'era el president. Els elements que el distingien eren la tràbea, una vestimenta especifica amb la vora de porpra, i el lituus, un bastó amb el cap en espiral o caragol (i posteriorment serien els bastons de bisbe).
Els auguris es basaven en la tradició escrita. Els Libri Augurales recollien una sèrie d'indicacions; bàsicament, s'estudiaven els ocells i els senyals fora del temple i del lloc on es feia l'observació. L'àugur es col·locava en un lloc amb la màxima vista possible i feia unes cerimònies traçant unes línies paral·leles de nord a sud i d'est a oest, que formaven una figura rectangular, i acompanyat d'un oració religiosa; a partir d'allí feia les observacions, en uns casos per la manera de volar de determinats ocells, d'altres pels seus crits, i d'altres per la seva simple aparició. Només el que passava en aquesta àrea delimitada tenia significació.
Els àugurs eren importants perquè se'ls consultava els afers d'estat, i per a celebrar comicis havien de donar el seu informe, i fins i tot podien impedir la construcció d'edificis que els tapessin la vista. Si un acte polític de caràcter públic era posat en qüestió, el col·legi podia decidir si era vàlid o no, i en el seu cas es procedia a l'anul·lació.
Cap al final de la república havien perdut tota credibilitat, encara que van seguir existint més per costum que per creences.
Segons Ciceró, que va ser àugur, aquest sistema de predicció es coneixia tant a l'Àsia menor com a Grècia. Estrictament parlant, els àugurs no eren endevins, ja que descobrien, amb l'observació de certs signes, si els déus donaven l'aprovació a certes actuacions.
Un quasi sinònim d'auguri és l'auspici, que a més de l'observació de les aus, es consideraven molts altres tipus d'endevinació, des dels senyals del cel fins als fets anòmals. Aquí s'hi pot incloure l'alectomància, que consistia en observar els galls sagrats que anaven amb les legions. Si abans d'una batalla els galls menjaven molt depresa, i una part del menjar els queia del bec, era de molt bon auguri.